# Marie Daulne

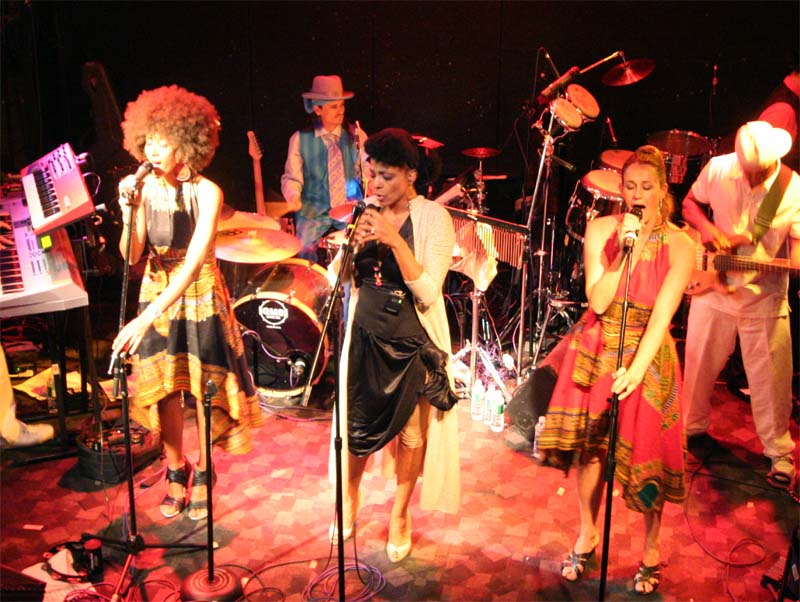
Zap Mama koncert, Baltimore, Maryland

Marie Daulne (Isiro, 1964. október 20. –) belga énekesnő, a Zap Mama együttes alapítója.

## Munkássága
A kongói születésű, de Belgiumban felnövő művésznő a gyerekkorától őt körülvevő afrikai motívumokat kívánta megmutatni az európai közönségnek. Nagy hatással volt az afrikai zene, annak különböző elemei. Egy olyan zenekart akart létrehozni, mely színesebbé teszi az európai kultúrát, így 1990-ben megalapította a Zap Mama nevű együttesét. A debütálást követően, 1993-ban kiadták következő albumukat, Adventures in Afropea cimmel. Az album azonnal a Billboard világzenei listájának első helyére került. Ezt a sikert a későbbi, 2004-es kiadású Ancestry in Progress album is magáénak tudhatja. Több mint egy évvel az első lemez megjelenése után kiadták következő albumukat Sabsylma címmel. Az albumot Grammy-díjra jelölték a legjobb világzenei album kategóriában.
Daulne munkásságához tartozik továbbá Mission: Impossible 2. filmzenéje, illetve a So You Think you Can Dance? című népszerű tévéműsor.

## Diszkográfia

### Albumok
- Zap Mama (1991)
- Adventures in Afropea 1 (1993)
- Sabsylma (1994)
- Seven (1997)
- A Ma Zone (1999)
- Ancestry in Progress (2004)
- Supermoon (2007)
- ReCreation (2009)

### Filmek, televíziós közreműködések
- EA's FIFA 10 ("Vibrations")
- So You Think You Can Dance ("Take Me Coco," "Moonray" and "W'happy Mama")
- Cashmere Mafia ("1000 Ways")
- Brothers & Sisters ("Supermoon")
- MTV's Road Rules ("Rafiki")
- MTV's 9th Annual Music Awards ("Iko Iko")
- Sesame Street ("Brrrlak")
- The Man ("Bandy Bandy")
- The God Who Wasn't There ("A Way Cuddy Dis")
- In The Cut ("Allo Allo")
- Tortilla Soup ("Call Waiting")
- Mission: Impossible 2. ("Iko Iko")
- La Haine ("J'Attends," "Discussion," and "Songe")
- Elle Magazine reklám ("Sweet Melodie")
- Mercedes-Benz reklám ("Din Din")
- Nokia 7250 reklám ("Take Me Coco")
- BMW-reklám ("Danger of Love")
- Fiat-reklám ("Allo Allo")
- Where in the World is Carmen Sandiego? ("Brrrlak")

### Együttműködések
- G. Love, "Drifting," ReCreation (2009)
- Vincent Cassel, "Paroles Paroles" and "Non Non Non," ReCreation (2009)
- Bilal, "The Way You Are," ReCreation (2009)
- Speech of Arrested Development (group), "I Wonder", The Grown Folks Table (2009); "Each Step Moves Us On," 1 Giant Leap 2 Sides 2 Everything Soundtrack (2008) and "W'happy Mama," A Ma Zone (1999)
- Alanis Morissette, "Arrival," 1 Giant Leap 2 Sides 2 Everything Soundtrack (2008)
- Michael Franti, "High Low," All Rebel Rockers (2009); "Hey Brotha," Supermoon (2007); "Listener Supporter," Stay Human (2001); "Poetry Man" and "Baba Hooker," Seven (1997)
- Sergio Mendes, "Water of March," Encanto (2008)
- Kery James, "Après La Pluie," A L’Ombre Du Show Business (2008)
- Tony Allen, "African Diamond," ReCreation (2009) and "1000 Ways," Supermoon (2007)
- David Gilmore, "Toma Taboo," Supermoon (2007)
- Arno, "Toma Taboo," Supermoon (2007) and "Brussels Mabel," Arno (2002)
- Ladysmith Black Mambazo, "Hello to My Baby," Long Walk to Freedom (2006)
- Carl Craig, "Bandy Bandy," Luaka Bop Remixes (2005)
- Common, Talib Kweli, and ?uestlove, "Yelling Away," Soundbombing III (2002)/Ancestry in Progress (2004)
- Questlove, Bahamadia, and Lady Alma, "Show Me The Way," Ancestry in Progress (2004)
- Scratch, "Wadidyusay?," Ancestry in Progress (2004)
- Erykah Badu, "Bandy Bandy," Ancestry in Progress (2004) and "Bump It," Worldwide Underground (2003)
- Common, "Ferris Wheel," Electric Circus (2002)
- DJ Krush, "Danger of Love," Zen (2001)
- Black Thought, "Rafiki," A Ma Zone (1999)
- The Roots, "Act Won (Things Fall Apart)," Things Fall Apart (1999)
- Boyd Jarvis, "Alibokolijah," Alibokolijah (1999)
- Maria Bethania, "Glytzy," Ambar (1997)
- King Britt, "Poetry Man," Seven (1997)
- U-Roy, "New World," Seven (1997)
- Dana Bryant, "Food," Wishing From The Top (1996)